# Yahoo! Music
Yahoo! Music, perteneciente al sitio Yahoo!, es un proveedor de diversos servicios musicales, incluyendo radio por Internet, videoclips, noticias, información de artistas y programación original. El sitio cuenta con una base de datos para los usuarios de Yahoo! con cientos de miles de canciones categorizadas por artista, álbum, canción y género.

## Historia
Yahoo! Music comenzó con el nombre de "LAUNCH", un sitio y revista producidos por LAUNCH Media, que fue adquirido por Yahoo! en 2001 por 12 millones de dólares. LAUNCH se renombró más tarde a "Yahoo! Music" y en febrero de 2005 simplemente a "Y! Music".  La oferta de radio de Internet y de videoclips de LAUNCH (LAUNCHcast) se integró en el sitio de  Yahoo!, al igual que perfiles de artistas y una base de datos musicales importantes.

## Productos
Yahoo! Music ofrece diversos productos, entre ellos:
- Yahoo! Music Radio (antes LAUNCHcast) (contenido suministrado por CBS Radio) y LAUNCHcast Plus Internet radio (desde febrero de 2009 ya no está disponible)
- Yahoo! Music Jukebox.
- Yahoo! Music Unlimited, sitio para bajar música previa suscripción.
- Live Sets - Conciertos exclusivos de artistas de renombre.
- Who's Next - Donde los oyentes votan los mejores artistas debutantes.
- Pepsi Smash on Yahoo! Music - Entrevistas musicales en exclusiva, espectáculos y telerrealidad.
- Perfiles de artistas, vídeos musicales y textos.
- Seguimiento oficial de los Premios Grammy.

## Cifras de importancia
En 2001, Yahoo! adquirió LAUNCH Media, creadores del servicio de radio por Internet LAUNCHcast. El 14 de septiembre de 2004, Yahoo! compró Musicmatch, creadores del software de Musicmatch Jukebox, que posteriormente se renombraría a Yahoo! Music Musicmatch Jukebox.
En 2005, Yahoo! Music se convirtió en el primer proveedor en ofrecer una tarifa plana de 5 dólares para descargar música de forma ilimitada, similar al modelo de Open Music Model, pero con Gestión de derechos digitales, llamado Yahoo! Music Unlimited.
En 2008, Yahoo! anunció que Yahoo! Music Unlimited se fusionaría con Rhapsody. La fusión concluyó con el fin de Yahoo! Music Unlimited el 30 de septiembre de 2008.